# Julián Acuña Galé
Julián Acuña Galé va ser un botànic cubà. Va néixer a Camagüey el 27 de febrer de 1900, i va morir a Ciutat de Mèxic el 24 de juliol de 1973. Es va dedicar a la labor científica i docent, destacant-se per les seves aportacions al coneixement agrobotànic de Cuba.
Va ser nomenat cap del Departament de Botànica de l'Estació Experimental de Santiago de las Vegas, on va arribar a exercir com a Director.
Va ser Assessor del Banc Agrícola i Industrial de Cuba, així com de nombroses comissions nacionals i privades. Va realitzar recerques en relació amb l'arròs, confirmant la naturalesa virosa de la malaltia denominada “ratlla blanca”, així com estudis fitoquímics i introducció de plantes farratgeres per al millorament de la ramaderia.
Va enriquir l'herbari del Departament de Botànica amb 47 espècies trobades i 20, que han estat denominades amb el seu cognom.

## Obra
- WorldCat